# 日本鳞带石鳖
日本鳞带石鳖（学名：Lepidozona nipponica），是石鳖目薄石鳖科鱗帶石鱉屬的一种。主要分布于中国大陆，常栖息在潮间带至水深57米。